# On Green Dolphin Street (album)
Pour les articles homonymes, voir Green Dolphin Street.
On Green Dolphin Street est un album du pianiste de jazz Bill Evans enregistré en 1959.

## Historique
Cet album a été produit par Orrin Keepnews. 
Six des sept titres de cet album ont été enregistrés à New York le 19 janvier 1959. Ces titres n'avaient pas été publiés à l'époque. Bill Evans a jugé intéressant de les publier au milieu des années 1970, comme témoignage du travail de Paul Chambers à l'époque. C'est une session très spontanée, enregistrée après que le trio ait accompagné Chet Baker. Les musiciens jouent principalement des standards, comme You and the Night and the Music, On Green Dolphin Street et deux versions du Woody 'n You de Dizzy Gillespie.
Aux titres de la séance de 1959 a été ajouté une prise du titre All of you issue des sessions du 25 juin 1961 au Village Vanguard (sessions dont sont tirés Waltz for Debby et Sunday at the Village Vanguard),.

## Titres de l’album
| No | Titre                           | Auteur                          | Durée |
| -- | ------------------------------- | ------------------------------- | ----- |
| 1. | You and the Night and the Music | Howard Dietz, Arthur Schwartz   | 7:20  |
| 2. | How Am I to Know ?              | Jack King, Dorothy Parker       | 6:22  |
| 3. | Woody 'n You (prise 1)          | Dizzy Gillespie                 | 4:25  |
| 4. | Woody 'n You (prise 2)          | Dizzy Gillespie                 | 4:13  |
| 5. | My Heart Stood Still            | Richard Rodgers, Lorenz Hart    | 5:25  |
| 6. | On Green Dolphin Street         | Bronisław Kaper, Ned Washington | 8:12  |
| 7. | All of You (prise 1)            | Cole Porter                     | 8:10  |

## Personnel
Titres 1 à 6 (19 janvier 1959)
- Bill Evans : piano
- Paul Chambers : contrebasse
- Philly Joe Jones : batterie

Titre 7 (25 juin 1961)
- Bill Evans : piano
- Scott LaFaro : contrebasse
- Paul Motian : batterie